# Мечигменская губа
Мечигме́нская губа — крупный мелководный залив Берингова моря, расположенный в пределах Чукотского района Чукотского автономного округа России.
Название в переводе с чукот. Мэчивмэн — «недоходящая».
Была открыта и нанесена на карту летом 1744 года во время экспедиции под началом Д. И. Павлуцкого.

## Физико-географическая характеристика
Площадь поверхности с участками озёрно-аллювиальных равнин и прилегающими участками нижнего течения впадающих в него рек составляет 1500 км². Площадь водосборного бассейна — свыше 6000 км².
Акватория губы отделена от Берингова моря двумя галечными косами — Мечигмен (13 км) и Раупелян (17 км), которые разделены входным проливом шириной 500 м. Залив вдаётся в континентальную часть на 35 км. В акватории имеется несколько небольших островов, крупнейший из которых — Илир высотой 55 м, шириной 1,8 км и длиной 3,5 км. Во время отливов на мелководьях губы открываются широкие пространства илистых осушек; амплитуда приливно-отливных колебаний составляет ок. 1 м. На южном побережье расположены озёра Кэвальгытгын и Тагрынгытгын, отделённые от губы песчано-галечной косой. В окрестностях залива находятся термоминеральные Нельпыгеньвээмские источники.
Высшая точка в районе участка — гора Колё (585 м).
На восточном побережье губы расположено национальное село Лорино.

## Климат
Климат района залива — субарктический, морской. Среднегодовая температура воздуха составляет −6,6 °C, средняя температура зимой −17,5 °C, летом +6,6 °C.
Ледостав происходит в конце октября, вскрытие акватории ото льда — в середине июня.

## Флора и фауна
Побережье губы окружены моховыми тундрами и осоково-пушицевыми кочкарниками, где произрастает дюпонция и осока обёртковидная. В местах впадения рек разрастаются ивняки.
В акватории залива обтиает 15 видов рыб, большинство из которых — лососёвые, мальма, мойва.
В окрестностях губы во время перелёта останавливается белый гусь, гнездятся несколько видов куликов, встречаются гаги, белошеи и тихоокеанская чёрные казарки.

## Археология
На берегах залива оставила след древнеэскимосская культура. Здесь на Мечигменской косе до недавнего времени существовало большое поселение морских охотников — Масик.